# Esmerintins
Els esmerintins (Smerinthinae) són una subfamília de lepidòpters ditrisis de la família del esfíngids (Sphingidae).

## Característiques
Són papallones nocturnes de cos gruixut i vol ràpid. Una de les espècies més conegudes a les nostres contrades és el borinot ocel·lat. N'hi ha uns 77 gèneres amb unes 329 espècies.

## Gèneres i espècies

### gènereAdhemarius
De vegades forma part de Sphinginae
- Adhemarius blanchardorum
- Adhemarius daphne
- Adhemarius dariensis
- Adhemarius dentoni
- Adhemarius donysa
- Adhemarius eurysthenes
- Adhemarius fulvescens
- Adhemarius gagarini
- Adhemarius gannascus
- Adhemarius germanus
- Adhemarius globifer
- Adhemarius palmeri
- Adhemarius sexoculata
- Adhemarius tigrina
- Adhemarius ypsilon

### gènereAkbesia
- Akbesia davidi

### gènereAmbulyx
- Ambulyx andangi
- Ambulyx auripennis
- Ambulyx bakeri
- Ambulyx belli
- Ambulyx bima
- Ambulyx canescens
- Ambulyx celebensis
- Ambulyx ceramensis
- Ambulyx charlesi
- Ambulyx clavata
- Ambulyx cyclasticta
- Ambulyx dohertyi
- Ambulyx immaculata
- Ambulyx inouei
- Ambulyx japonica
- Ambulyx johnsoni
- Ambulyx joiceyi
- Ambulyx jordani
- Ambulyx kuangtungensis
- Ambulyx lahora
- Ambulyx lestradei
- Ambulyx liturata
- Ambulyx maculifera
- Ambulyx matti
- Ambulyx meeki
- Ambulyx montana
- Ambulyx moorei
- Ambulyx naessigi
- Ambulyx obliterata
- Ambulyx ochracea
- Ambulyx phalaris
- Ambulyx placida
- Ambulyx pryeri
- Ambulyx psedoclavata
- Ambulyx schauffelbergeri
- Ambulyx schmickae
- Ambulyx semifervens
- Ambulyx semiplacida
- Ambulyx sericeipennis
- Ambulyx sericeipennis okurai
- Ambulyx siamensis
- Ambulyx sinjaevi
- Ambulyx staudingeri
- Ambulyx substrigilis
- Ambulyx suluensis
- Ambulyx tattina
- Ambulyx tenimberi
- Ambulyx tondanoi
- Ambulyx wildei
- Ambulyx wilemani

### gènereAmplypterus
- Amplypterus mansoni
- Amplypterus panopus

### gènereBarbourion
- Barbourion lemaii

### gènereBatocnema
- Batocnema africanus
- Batocnema coquerelii

### gènereCompsulyx
- Compsulyx cochereaui

### gènereOrecta
- Orecta acuminata
- Orecta fruhstorferi
- Orecta lycidas
- Orecta venedictoffae

### gènereProtambulyx
- Protambulyx astygonus
- Protambulyx carteri
- Protambulyx euryalus
- Protambulyx eurycles
- Protambulyx goeldii
- Protambulyx ockendeni
- Protambulyx strigilis
- Protambulyx sulphurea

### gènereTrogolegnum
- Trogolegnum pseudambulyx

### gènereAcanthosphinx
- Acanthosphinx guessfeldti

### gènereAfroclanis
- Afroclanis calcareus
- Afroclanis neavi

### gènereAfrosataspes
- Afrosataspes galleyi

### gènereAfrosphinx
- Afrosphinx amabilis

### gènereAgnosia
- Agnosia microta
- Agnosia orneus

### gènereAmorpha
- Amorpha juglandis

### gènereAnambulyx
- Anambulyx elwesi

### gènereAndriasa
- Andriasa contraria
- Andriasa mitchelli

### gènereCallambulyx
- Callambulyx amanda
- Callambulyx junonia
- Callambulyx kitchingi
- Callambulyx poecilus
- Callambulyx rubricosa
- Callambulyx schintlmeisteri
- Callambulyx tatarinovii

### gènereCeridia
- Ceridia heuglini
- Ceridia mira
- Ceridia nigricans

### gènereChloroclanis
- Chloroclanis virescens

### gènereClanidopsis
- Clanidopsis exusta

### gènereClanis
- Clanis bilineata
- Clanis deucalion
- Clanis euroa
- Clanis hyperion
- Clanis negritensis
- Clanis phalaris
- Clanis pratti
- Clanis schwartzi
- Clanis stenosema
- Clanis surigaoensis
- Clanis titan
- Clanis undulosa

### gènereCoenotes
- Coenotes eremophilae

### gènereCoequosa
- Coequosa australasiae
- Coequosa triangularis

### gènereCypa
- Cypa bouyeri
- Cypa claggi
- Cypa decolor
- Cypa duponti
- Cypa enodis
- Cypa ferruginea
- Cypa kitchingi
- Cypa latericia
- Cypa terranea
- Cypa uniformis

### gènereDaphnusa
- Daphnusa ailanti
- Daphnusa ocellaris

### gènereDegmaptera
- Degmaptera mirabilis
- Degmaptera olivacea

### gènereFalcatula
- Falcatula cymatodes
- Falcatula falcata
- Falcatula penumbra
- Falcatula tamsi

### gènereGrillotius
- Grillotius bergeri

### gènereGynoeryx
- Gynoeryx bilineatus
- Gynoeryx brevis
- Gynoeryx integer
- Gynoeryx meander
- Gynoeryx paulianii
- Gynoeryx teteforti

### gènereLangia
- Langia tropicus
- Langia zenzeroides

### gènereLaothoe
- Laothoe amurensis
- Laothoe austanti
- Laothoe philerema
- Laothoe populi

### gènereLeptoclanis
- Leptoclanis pulchra

### gènereLeucophlebia
- Leucophlebia afra
- Leucophlebia emittens
- Leucophlebia lineata
- Leucophlebia neumanni

### gènereLikoma
- Likoma apicalis
- Likoma crenata

### gènereLophostethus
- Lophostethus dumolinii
- Lophostethus negus

### gènereLycosphingia
- Lycosphingia hamatus

### gènereMalgassoclanis
- Malgassoclanis delicatus
- Malgassoclanis suffuscus

### gènereMarumba
- Marumba amboinicus
- Marumba cristata
- Marumba decoratus
- Marumba diehli
- Marumba dyras
- Marumba fenzelii
- Marumba gaschkewitschii
- Marumba indicus
- Marumba jankowskii
- Marumba juvencus
- Marumba maackii
- Marumba nympha
- Marumba poliotis
- Marumba quercus
- Marumba saishiuana
- Marumba spectabilis
- Marumba sperchius
- Marumba tigrina
- Marumba timora

### gènereMicroclanis
- Microclanis erlangeri

### gènereMimas
- Mimas christophi
- Mimas tiliae

### gènereNeoclanis
- Neoclanis basalis

### gènereNeopolyptychus
- Neopolyptychus compar
- Neopolyptychus consimilis
- Neopolyptychus convexus
- Neopolyptychus prionites
- Neopolyptychus pygarga
- Neopolyptychus serrator

### gènereOpistoclanis
- Opistoclanis hawkeri'

### gènerePachysphinx
- Pachysphinx modesta
- Pachysphinx occidentalis

### gènerePaonias
- Paonias astylus
- Paonias excaecata
- Paonias myops
- Paonias wolfei

### gènereParum
- Parum colligata

### gènerePhyllosphingia
- Phyllosphingia dissimilis

### gènerePhylloxiphia
- Phylloxiphia goodii
- Phylloxiphia bicolor
- Phylloxiphia formosa
- Phylloxiphia illustris
- Phylloxiphia karschi
- Phylloxiphia metria
- Phylloxiphia oberthueri
- Phylloxiphia oweni
- Phylloxiphia punctum
- Phylloxiphia vicina

### gènerePlatysphinx
- Platysphinx constrigilis
- Platysphinx dorsti
- Platysphinx phyllis
- Platysphinx piabilis
- Platysphinx stigmatica
- Platysphinx vicaria

### gènerePoliodes
- Poliodes roseicornis

### gènerePolyptychoides
- Polyptychoides digitatus
- Polyptychoides erosus
- Polyptychoides grayii
- Polyptychoides niloticus
- Polyptychoides vuattouxi
- Polyptychopsis marshalli

### gènerePolyptychus
- Polyptychus affinis
- Polyptychus andosa
- Polyptychus anochus
- Polyptychus aurora
- Polyptychus baltus
- Polyptychus barnsi
- Polyptychus baxteri
- Polyptychus bernardii
- Polyptychus carteri
- Polyptychus chinensis
- Polyptychus coryndoni
- Polyptychus dentatus
- Polyptychus distensus
- Polyptychus enodia
- Polyptychus girardi
- Polyptychus herbuloti
- Polyptychus hollandi
- Polyptychus lapidatus
- Polyptychus murinus
- Polyptychus nigriplaga
- Polyptychus orthographus
- Polyptychus paupercula
- Polyptychus pierrei
- Polyptychus potiendus
- Polyptychus rougeoti
- Polyptychus sinus
- Polyptychus thihongae
- Polyptychus trilineatus
- Polyptychus trisecta

### gènerePseudandriasa
- Pseudandriasa mutata

### gènerePseudoclanis
- Pseudoclanis abyssinicus
- Pseudoclanis admatha
- Pseudoclanis axis
- Pseudoclanis bianchii
- Pseudoclanis biokoensis
- Pseudoclanis boisduvali
- Pseudoclanis canui
- Pseudoclanis diana
- Pseudoclanis evestigata
- Pseudoclanis grandidieri
- Pseudoclanis kenyae
- Pseudoclanis molitor
- Pseudoclanis occidentalis
- Pseudoclanis postica
- Pseudoclanis rhadamistus
- Pseudoclanis tomensis

### gènerePseudopolyptychus
- Pseudopolyptychus foliaceus

### gènereRhadinopasa
- Rhadinopasa hornimani

### gènereRhodambulyx
- Rhodambulyx davidi
- Rhodambulyx schnitzleri

### gènereRhodoprasina
- Rhodoprasina callantha
- Rhodoprasina corolla
- Rhodoprasina corrigenda
- Rhodoprasina floralis
- Rhodoprasina nenulfascia
- Rhodoprasina winbrechlini

### gènereRufoclanis
- Rufoclanis erlangeri
- Rufoclanis fulgurans
- Rufoclanis jansei
- Rufoclanis maccleeryi
- Rufoclanis numosae
- Rufoclanis rosea

### gènereSataspes
- Sataspes cerberus
- Sataspes infernalis
- Sataspes ribbei
- Sataspes scotti
- Sataspes tagalica

### gènereSmerinthulus
- Smerinthulus diehli
- Smerinthulus dohrni
- Smerinthulus perversa
- Smerinthulus quadripunctatus

### gènereSmerinthus
- Smerinthus caecus
- Smerinthus cerisyi
- Smerinthus jamaicensis
- Smerinthus kindermannii
- Smerinthus minor
- Smerinthus ocellata
- Smerinthus planus
- Smerinthus saliceti
- Smerinthus szechuanus
- Smerinthus tokyonis

### gènereXenosphingia
- Xenosphingia jansei

### gènereAvinoffia
- Avinoffia hollandi

### gènereCraspedortha
- Craspedortha porphyria
- Craspedortha montana

### gènereCypoides
- Cypoides chinensis

### gènereDolbina
- Dolbina elegans
- Dolbina exacta
- Dolbina grisea
- Dolbina inexacta
- Dolbina krikkeni
- Dolbina schnitzleri
- Dolbina tancrei

### gènereHopliocnema
- Hopliocnema brachycera

### gènereKentrochrysalis
- Kentrochrysalis consimilis
- Kentrochrysalis sieversi
- Kentrochrysalis streckeri

### gènereMonarda
- Monarda oryx

### gènerePentateucha
- Pentateucha curiosa
- Pentateucha inouei
- Pentateucha stueningi

### gènereSphingulus
- Sphingulus mus

### gènereSynoecha
- Synoecha marmorata

### gènereTetrachroa
- Tetrachroa edwardsi

### gènereViriclanis
- Viriclanis kingstoni